# Хлорид иттербия(II)
Хлорид иттербия(II) — бинарное неорганическое соединение, соль металла иттербия и соляной кислоты с формулой YbCl2, бесцветные кристаллы, растворяется в холодной воде, реагирует с горячей, образует кристаллогидрат.

## Получение
- Разложение хлорида иттербия(III) при нагревании:

{\displaystyle {\mathsf {2YbCl_{3}\ {\xrightarrow {1300-1400^{o}C}}\ 2YbCl_{2}+Cl_{2}}}}
- Восстановление хлорида иттербия(III) водородом или электролизом:

{\displaystyle {\mathsf {2YbCl_{3}+H_{2}\ {\xrightarrow {540^{o}C}}\ 2YbCl_{2}+2HCl}}}
{\displaystyle {\mathsf {YbCl_{3}+H_{(Zn,HCl)}^{0}\ {\xrightarrow {}}\ YbCl_{2}+HCl}}}
{\displaystyle {\mathsf {2YbCl_{3}\ {\xrightarrow {e^{-}}}\ 2YbCl_{2}+Cl_{2}\uparrow }}}

## Физические свойства
Хлорид иттербия(II) образует бесцветные кристаллы ромбической сингонии, параметры ячейки a = 0,668 нм, b = 0,691 нм, c = 0,653 нм, Z = 4.
Растворяется в холодной воде.
Образует кристаллогидрат состава YbCl2•2H2O (жёлто-зелёные кристаллы).

## Химические свойства
- Безводную соль получают сушкой кристаллогидрата в токе HCl:

{\displaystyle {\mathsf {YbO\cdot 2H_{2}O\ {\xrightarrow {300^{o}C,HCl}}\ YbCl_{2}+2H_{2}O}}}
- При нагревании в вакууме разлагается:

{\displaystyle {\mathsf {3YbCl_{2}\ \xrightarrow {1000^{o}C,vacuum} \ 2YbCl_{3}+Yb}}}
- Реагирует с горячей водой:

{\displaystyle {\mathsf {6YbCl_{2}+6H_{2}O\ {\xrightarrow {100^{o}C}}\ 2Yb(OH)_{3}\downarrow +4YbCl_{3}+3H_{2}\uparrow }}}
- Реагирует с разбавленными кислотами::

{\displaystyle {\mathsf {2YbCl_{2}+2HCl\ {\xrightarrow {}}\ 2YbCl_{3}+H_{2}\uparrow }}}